# Paul H. Landers
Paul H. Landers, nemški glasbenik in kitarist * 9. december 1964, Vzhodni Berlin, Vzhodna Nemčija.
Landers je pri osemnajstih letih začel s svojo glasbeno kariero, ko je leta 1983 začel igrati v glasbeni skupini Feeling B. Po razpadu skupine se je leta 1994 pridružil znani nemški skupini Rammstein in postal glavni kitarist skupine. 
Enkrat se je poročil in ločil s Nikki Landers s katero ima enega otroka. 